# Fisher, Louisiana
Fisher är en ort i Sabine Parish i delstaten Louisiana, USA.